# Tyana elongata
Tyana elongata är en fjärilsart som beskrevs av W. Warren 1916. Tyana elongata ingår i släktet Tyana och familjen trågspinnare. Inga underarter finns listade i Catalogue of Life.